# Cerco de Nara
O Cerco de Nara faz parte das Guerras Genpei. Após a Batalha de Uji em 1180 o Clã Taira passa a atacar os aliados do Clã Minamoto.
Com a morte dos principales executores da rebelião do Clã Minamoto, os Taira procuraram destruir e incendiar o templo de Mii-dera por por este apoiar os Minamoto e decidiram estender o ataque à cidade de Nara, lugar donde estavam se reunindo as forças opositoras aos Taira. Taira no Shigehira e Taira no Tomomori, filhos de Taira no Kiyomori, planejaram o cerco à cidade. Entretanto os sohei (monges guerreiros) de Nara decidiram defender a cidade organizando barricadas e defesas improvisadas; com arcos, flechas e naginatas como armas. Os Taira atacaram a cavalo e tinham vantagem estratégica, incendiaram os templos budistas de Kōfuku-ji e Tōdai-ji, destacando aqui a destruição do Daibutsu; apenas o templo Enryaku-ji conseguiu repelir o ataque e permanecer intacto. Um incêndio provocou a devastação de grande parte da cidade e deixou cerca de 3.500 pessoas mortas entre civis e monges.
O Heike Monogatari, lamenta a destruição do Daibutsu de Tōdai-ji (A Grande Estátua de Buda):
| “ | A estátua colossal de Vairocana Buda de cobre e ouro, cuja alta cabeça erguia-se às nuvens, a partir da qual brilhava sua joia sagrada na testa elevada, foi fundidas com o calor, de modo que seu enfeite em forma de lua cheia caia no pavimento inferior, enquanto seu corpo derretia em uma massa disforme | ” |